# Carlia ailanpalai
Carlia ailanpalai е вид влечуго от семейство Сцинкови (Scincidae). Видът не е застрашен от изчезване.

## Разпространение
Разпространен е в Папуа Нова Гвинея (Бисмарк). Внесен е в Гуам, Микронезия и Северни Мариански острови.